# 星际火狐 (游戏)
《星际火狐》是一款由任天堂情報開發本部和英國電子遊戲開發商Argonaut Software共同制作，由任天堂发行的射击类游戏。本游戏是星際火狐系列首作。本游戏于1993年2月21日在日本地区超级任天堂发行。于1993年3月26日在北美发行。于1993年6月3日在欧洲发行。
本游戏是任天堂开发的第二款3D类游戏（首款是於1992年在Game Boy掌機平台發行的《X》，同樣由Argonaut Software協力開發）。此外本游戏是任天堂第一款使用3D图形画面的游戏。
《Fami通》对本游戏的评分为34/40分。在《任天堂力量》杂志上，本游戏的得分为4.125/5分。